# Battaglia navale

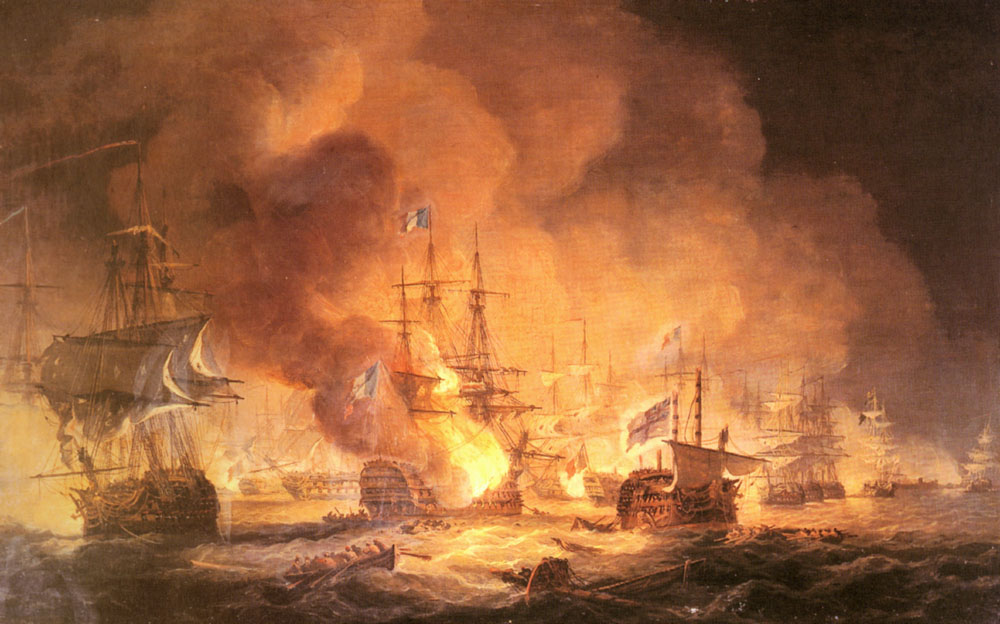
La Battaglia di Abukir, di Thomas Luny.

Una battaglia navale indica una battaglia o combattimento su uno specchio d'acqua, comunemente il mare, tra flotte nemiche.

## Storia
La più antica battaglia navale di cui si abbiano riferimenti risale a circa il 1210 a.C., al largo di Cipro, tra gli Ittiti e gli abitanti dell'isola.
Nella Battaglia del Delta, gli antichi egizi sconfissero i popoli del mare in una battaglia navale intorno al 1175 a.C. Come registrato sulle pareti del tempio funerario del faraone Ramses III a Medinet Habu.
Le antiche descrizioni delle Guerre Persiane furono le prime a presentare operazioni navali su larga scala, non solo sofisticati scontri di flotte con dozzine di triremi su ciascun lato, ma operazioni combinate tra terra e mare.
Dopo alcune battaglie iniziali durante le guerre di sottomissione dei Greci della costa ionica, i Persiani decisero di invadere la Grecia. 
La Seconda Guerra Persiana, nel 480 a.C., Serse I di Persia, fece marciare l'esercito attraverso l'Ellesponto mentre la flotta li affiancava al largo, mentre la sconfitta alle Termopili costrinse un ritiro greco e Atene evacuò la sua popolazione nella vicina isola di Salamina.

Schieramento delle flotte nella Battaglia dell'Isola di Salamina

Gli ateniesi indussero i persiani a scontrarsi nella leggendaria Battaglia di Salamina. 
Nei successivi anni, i Greci imposero una talassocrazia sull'Egeo.
La Repubblica Romana non era mai stata una nazione molto marinara. Nelle Guerre Puniche, i romani svilupparono la tecnica di aggrapparsi e salire a bordo delle navi nemiche con i soldati.
Durante il medioevo le Repubbliche di Genova e di Venezia hanno imposto il loro potere su tutto il Mediterraneo contrastando l'Impero Ottomano. 
Ottenere il controllo del mare è dipeso in gran parte dalla capacità di una flotta di condurre battaglie navali. Durante la maggior parte della storia navale, la guerra navale ruotava attorno a due preoccupazioni generali, vale a dire l'abbordaggio e l'anti-abbordaggio. Fu solo alla fine del XVI secolo, quando la tecnologia della polvere da sparo si era sviluppata in misura considerevole, che l'attenzione tattica in mare si spostò sugli ordigni pesanti. 
Molte battaglie navali nel corso della storia forniscono anche una fonte affidabile di naufragi per l'archeologia subacquea. Un esempio importante è l'esplorazione dei relitti di varie navi da guerra nell'Oceano Pacifico.